# Berkowica (gmina)
Berkowica (bułg. Община Берковица) – gmina w północno-zachodniej Bułgarii, w obwodzie Montana.

## Miejscowości
Miejscowości wchodzące w skład gminy Berkowica:
- Baluwica (bułg.: Балювица)
- Berkowica (bułg.: Берковица) – siedziba gminy
- Bistrilica (bułg.: Бистрилица)
- Bokiłowci (bułg.: Бокиловци)
- Borowci (bułg.: Боровци)
- Byrzija (bułg.: Бързия)
- Cwetkowa bara (bułg.: Цветкова бара)
- Czereszowica (bułg.: Черешовица)
- Gaganica (bułg.: Гаганица)
- Jagodowo (bułg.: Ягодово)
- Komarewo (bułg.: Комарево)
- Kostenci (bułg.: Костенци)
- Kotenowci (bułg.: Котеновци)
- Leskowec (bułg.: Лесковец)
- Mezdreja (bułg.: Мездрея)
- Pesocznica (bułg.: Песочница)
- Pyrliczewo (bułg.: Пърличево)
- Raszowica (bułg.: Рашовица)
- Słatina (bułg.: Слатина)
- Zamfirowo (bułg.: Замфирово)